# Eusko Alderdi Jeltzalea
Eusko Alderdi Jeltzalea (EAJ, Spaans: Partido Nacionalista Vasco (PNV), Frans: Parti Nationaliste Basque (PNB), Nederlands: Baskische Nationalistische Partij) is een Baskische nationalistische partij, die zowel in Spanje (Autonome Regio Baskenland en Navarra) als in Frankrijk (Frans-Baskenland) actief is. In Spanje gebruikt de partij de afkorting EAJ-PNV, in Frankrijk EAJ-PNB. 
De EAJ streeft naar een geheel onafhankelijke Baskische staat, geweldloos en langs democratische weg te verwezenlijken binnen de bestaande staatsstructuren, hetgeen in de praktijk neerkomt op een streven naar een zo groot mogelijke autonomie. In de Autonome Regio Baskenland is de EAJ sinds het ontstaan van de autonome regio in 1980 bijna steeds de grootste partij en als regeringspartij alleen in de jaren 2009-2012 afgelost door een coalitie van PSOE en Partido Popular. 
In Navarra is de EAJ een stuk kleiner en alleen in het Baskischtalige noorden sterk vertegenwoordigd. In Frans-Baskenland opereert de partij in de marge naast andere pro-Baskische partijen, waarvan Abertzaleen Batasuna (AB) de belangrijkste is. 
De ideologie van de partij is, naast nationalistisch, te typeren als katholiek en gematigd conservatief. 
Het overkoepelend uitvoerend orgaan van de partij is de Euzkadi Buru Batzar (EBB); de drie provincies van de regio Baskenland, de regio Navarra en Frans-Baskenland hebben alle vijf een afzonderlijk uitvoerend orgaan.

## Geschiedenis
De EAJ werd op 31 juli 1895 opgericht door Sabino de Arana y Goiri. Arana was fel anti-Spaans en wilde een (etnisch) zuivere Baskische staat. De EAJ was in het begin niet geheel vrij van xenofobie. Arana overleed in 1903 op 38-jarige leeftijd en zijn broer, Luis de Arana y Goiri werd partijvoorzitter. Ramón de la Sota, leider van een gematigde groep binnen de EAJ werd tijdens een partijcongres in 1908 tot voorzitter van de partij gekozen. Luis Arana scheidde zich met een groep radicalen van de EAJ af. De getrouwen van De la Sota wijzigden de partijnaam (1921) daarop in Comunión Nacionalista Vasco (CNV) en sprak zich uit voor samenwerking met conservatieve Spaanse partijen. De la Sota sprak zich ook uit voor autonomie in plaats voor onafhankelijkheid.
De groep rond Arana (de Aberri-groep genaamd, genoemd naar een gelijknamige krant – de naam betekent "vaderland") bleef voorstander van een onafhankelijk Baskenland. 
Na de staatsgreep van generaal Miguel Primo de Rivera in september 1923 werden alle politieke partijen verboden. De CNV en de Aberri-groep gingen ondergronds. Eind 1930 fuseerden de beide partijen weer tijdens het partijcongres van Bergara en namen de oude naam EAJ aan. De doctrine 'JEL' ("God en de Oude Wetten") werd de officiële ideologie. Het partijcongres van Bergara bracht echter geen eenheid, omdat een groep zich weigerde bij de nieuwe EAJ aan te sluiten en zij richtten de Acción Nacionalista Vasca (ANV). De ANV streefde naar samenwerking met de socialisten en republikeinen. Voor de EAJ-PNV was samenwerking met de socialisten toen nog ondenkbaar.

### Tweede Spaanse Republiek
Na de gemeenteraadsverkiezingen van april 1931 (gewonnen door de republikeinen, socialisten en de Baskische- en Catalaanse nationalistische partijen) werd de Tweede Spaanse Republiek uitgeroepen. De EAJ-PNV/Carlistische alliantie was de grote winnaar in de Baskische provincies. De EAJ-PNV steunde de republikeinen, in de hoop dat zij aan de Basken autonomie zouden verlenen. In juni 1931 werden EAJ-PNV-ers in de Cortes Generales gekozen.
Ondanks herhaaldelijk aandringen kwam de Baskische autonomie er in oktober 1936, vlak na het uitbreken van de Spaanse Burgeroorlog. De Volksfrontregering was genoodzaakt autonomie aan de Basken te verlenen, omdat de EAJ-PNV anders mogelijk de kant van de nationalisten van Franco zouden kiezen, of de onafhankelijkheid van Spaans Baskenland zouden uitroepen. De eerste president van Baskenland werd José Antonio Aguirre. Reeds in 1937 viel Baskenland in handen van Franco's nationalisten die de EAJ-PNV verboden en haar aanhangers ofwel executeerden ofwel gevangenzetten.
Aguirre en zijn regering waren inmiddels naar Barcelona uitgeweken en bleven daar tot het einde van de burgeroorlog.
Van 1937 tot 1977 was de EAJ een verboden partij in Spanje.

### ETA
Ontevreden en militante EAJ-leden (merendeels jongeren) scheidden zich in 1959 van de EAJ af en zij richtten een eigen partij op, de ETA. De ETA wil(de) een volledig onafhankelijk Baskenland en een sociale revolutie. De EAJ heeft zich altijd van het geweld van de ETA gedistantieerd.

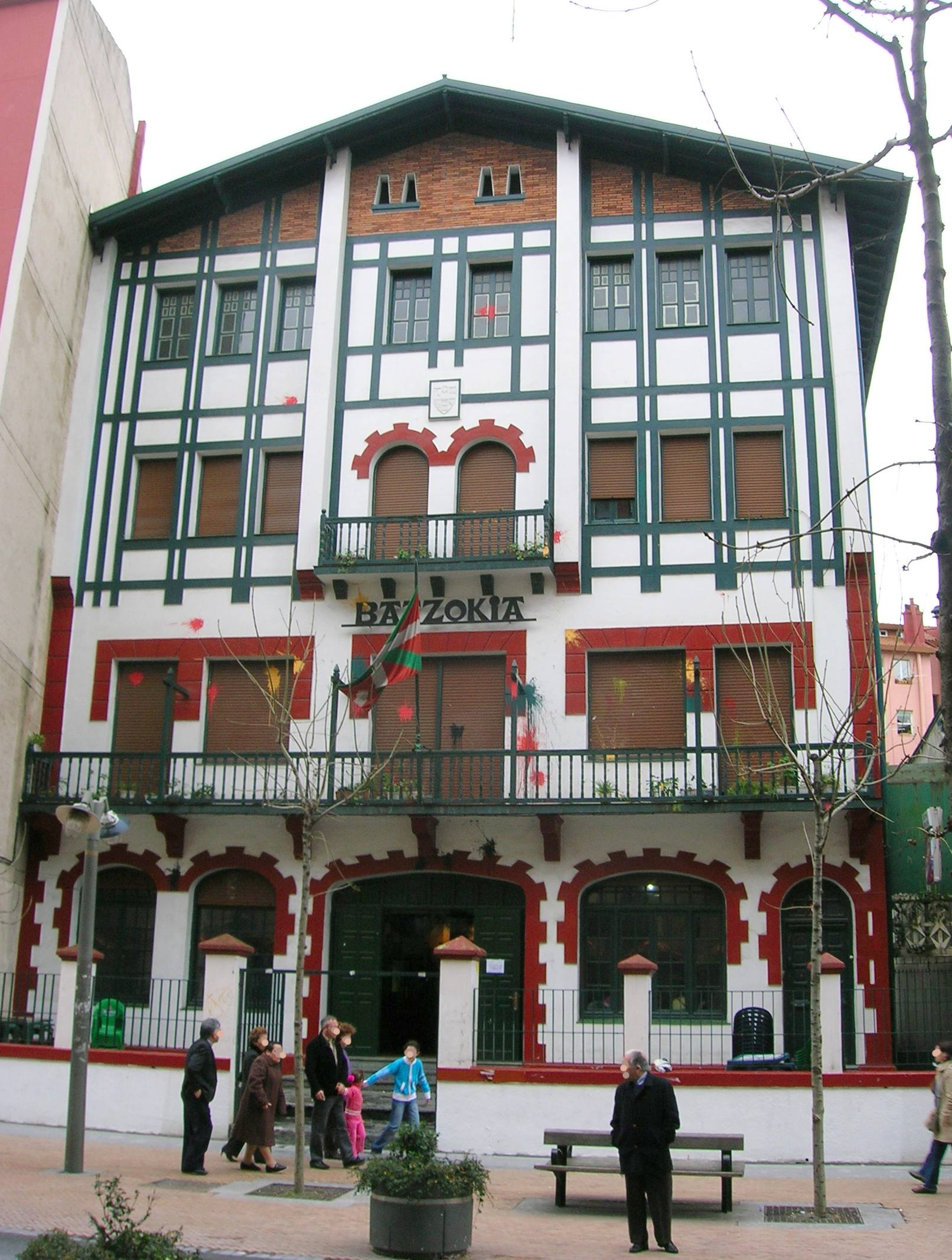
In 1898 opende de partij haar tweede batzoki ("ontmoetingsplaats") in Barakaldo.

### De EAJ en de autonomiestatus van Baskenland
In 1975 overleed Franco en nadien begon een democratiseringsproces. De EAJ werd in 1976/77 een legale politieke partij. Na jarenlang een ondergronds bestaan te hebben geleid, ontplooide de EAJ weer nieuwe politieke activiteiten. In 1979 werd een verdrag ondertekend waarin de autonomiestatus van Spaans Baskenland (Euskadi) werd geregeld. Carlos Garraikoetzea Urriza van de EAJ werd in 1980 minister-president (Lehendakari) van het autonome Euskadi. Sindsdien leverde de EAJ altijd de premier van Baskenland.
In 2004 werd partijvoorzitter Xabier Arzalluz Antia (1977-2004) als partijvoorzitter afgelost door Juan José Ibarretxe (°1957).

## Ideologie
De ideologie van de EAJ is gematigd conservatief en de partij is principieel voorstander van een onafhankelijk Baskenland. Zij probeert dit echter in stappen te bereiken, bijvoorbeeld door een verruiming van de autonomie voor de Autonome Regio Baskenland in Spanje. De partij pleit in Frankrijk voor de institutionalisering van Frans-Baskenland, door het gebied af te splitsen van het departement Pyrénées-Atlantiques en er een autonome regio ('collectivité territoriale') van te maken. De EAJ was medeoprichter van de Christendemocratische Internationale. In het Europees Parlement maakt de EAJ deel uit van de fractie van de Europese Democratische Partij.

## Afkorting Baskische naam van de partij
Het Baskische Eusko Alderdi Jeltzalea (voorheen: Euzko Alderdi Jeltzalea) staat voor "Baskische Partij van de Aanhangers van JEL" (JEL staat voor Jaungoikoa Eta Lege zaharrak, ofwel "God en de oude wetten"). De Oude Wetten verwijzen naar het aloude privilege van regionale autonomie in Spanje (de fueros). De aanhangers van de partij noemen zich jelkide ("JEL-aanhanger").

## EAJ-politici
- José Antonio Aguirre
- Jésus María de Leizaola
- Juan de Ajuriaguerra Ochandiano
- Carlos Garaikoetxea Urriza
- José Antonio Ardanza Garro
- Xabier Arzalluz Antia
- Juan José Ibarretxe
- Manuel de Irujo